# 凤凰山薹草
凤凰山薹草（学名：Carex fenghuangshanica）为莎草科薹草属的植物。分布在中国大陆的广西等地，生长于海拔200米的地区，一般生于山坡疏林中，目前尚未由人工引种栽培。